# Saa (Kamerun)
Saa – miasto w Kamerunie, w Regionie Centralnym.